# Fondation Marcel-Bleustein-Blanchet pour la vocation
La Fondation Marcel-Bleustein-Blanchet de la Vocation, créée en 1959 sous le nom de Fondation de la Vocation, est un organisme privé, reconnu d'utilité publique, destiné à encourager toutes les vocations et à aider des jeunes de 18 à 30 ans qui, faute d'appui matériel et personnel, sont freinés dans les efforts qu'ils déploient pour s'accomplir dans le métier de leur choix.
Elle accorde chaque année des prix dotés de 5 000 et 10 000 € aux lauréats dans différentes disciplines et les accompagne dans leurs démarches par la mise à disposition de son réseau.

## Histoire

### Création de la fondation et direction
Marcel Bleustein-Blanchet, le fondateur de l'agence de publicité Publicis, créé à Paris le 11 décembre 1959 la fondation de la vocation,. Elle est le fruit d'un vœu pieux de Marcel Bleustein-Blanchet qui a voulu remercier « le ciel » d'être revenu sain et sauf de la guerre et d'avoir pu reconstruire son entreprise. « Si je m'en sors vivant, je ferai quelque chose pour que les jeunes puissent réaliser leur vocation comme j'ai réalisé la mienne dans le monde de la communication » s’était-il promis.
La fondation prend son nom actuel en 1989.
Au décès de Marcel Bleustein-Blanchet en 1996, sa fille Élisabeth Badinter lui succède et préside depuis la fondation.

### Prix attribués
La fondation attribue quatre types de prix :
- Une vingtaine de prix de la vocation depuis 1960 ;
- Quatre à huit prix de l'espérance ;
- Un prix littéraire de la vocation depuis 1976 ;
- Un prix de poésie de la vocation depuis 1993.

## Fonctionnement

### Dépôt des candidatures, remise des prix
Toute personne entre 18 et 30 ans présentant une vocation est éligible aux divers prix de la Vocation. Les candidatures sont ouvertes aux personnes de nationalité française et aux candidats étrangers résidant en France ou souhaitant y effectuer leurs études.

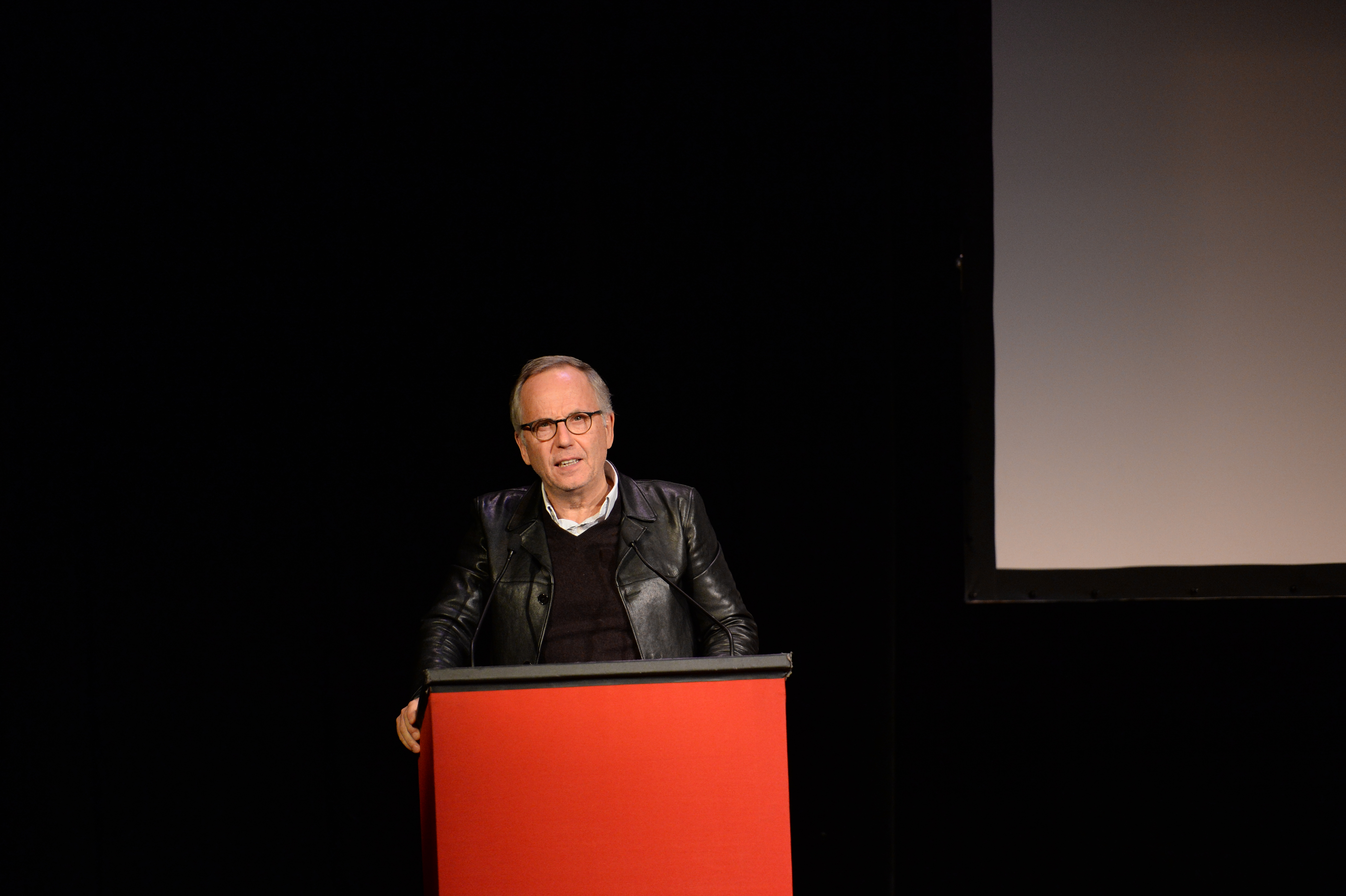
Fabrice Luchini, parrain de la promotion 2016, lors de la remise des prix.

Les candidatures aux divers prix — prix de la Vocation, prix de poésie et prix littéraire — peuvent être déposées de janvier à mai. Après une première sélection, plus d'une centaine de dossiers sont présentés à un comité de sélection composé de personnalités influentes dans les domaines d’activité des candidats. Une seconde sélection est effectuée et les quarante derniers dossiers sont présentés à un grand Jury. Les candidats reçoivent la réponse d’attribution ou de non-attribution des Prix en général au cours du mois d'octobre.

### Composition des jurys
Dès sa création, la Fondation de la Vocation souhaite s'imposer comme un tremplin pour les lauréats qui, au-delà du soutien financier, bénéficient d’une reconnaissance de leurs efforts et de leur talent. La liste des membres du jury depuis 1960 témoigne du degré d’exigence mais également de la bienveillance des personnalités qui sélectionnent les lauréats de la Fondation : Pr Jean Bernard, Françoise Giroud, Louise de Vilmorin, Francis Perrin, Jean Rostand, Marcel Achard, Marcel Pagnol, René Clair, François Jacob, Jacques Monod, Raymond Aron…

#### Jury du prix de la vocation
Élisabeth Badinter (présidente), Guillemette Andreu, François Azambourg, Michel Bon, Allain Bougrain-Dubourg, Yvonne Brunhammer, Agnès Buzyn, Boyan Christoforov, François de Closets, Marguerite de Sabran, Yves Coppens, Caroline Eliacheff, Edith Lejet, Antoine Lyon-Caen, Francis Navarro, Monique Pelletier, Pascal Picq, Monique Plon, Dominique Schnapper, Anne Sinclair, Philippe Taquet, Bertrand Tavernier, Serge Toubiana.

#### Jury du prix littéraire de la vocation
Pierre Barillet, Jean-Luc Barré, Alain Germain, Anne de la Baume, Marie-Françoise Leclère, Florence Malraux, Christophe Ono-Dit-Biot, Erik Orsenna, Jean-Christophe Rufin, Philippe Taquet.

#### Jury du prix de poésie de la vocation
Fabienne Courtade, Benjamin Le Bras, Jean-François Manier, Lysiane Rakotoson, Jean-Pierre Siméon, Bernard Thomasson.

## Liste des lauréats

### Lauréats du prix de la vocation
Depuis 1960, plus de 1700 lauréats ont été soutenus et plus de trois cent métiers ont été représentés : archéologues, médecins, artisans d'art, ingénieurs, stylistes, pilotes, agriculteurs, contorsionnistes, auteures, peintres, chocolatiers, éducateurs ou encore guides de haute montagne, toutes les vocations sont encouragées.

#### Quelques lauréats
- Simon Casas et Nimeño I (toreros)
- Pascal Picq (paléoanthropologue)
- Laurence Equilbey (chef de chœur)
- Emmanuel Carrère (écrivain)
- Thierry Malandain (chorégraphe)
- Christophe Ono-dit-Biot (écrivain)
- Amélie Nothomb (écrivain)
- Pascal Dusapin (compositeur)
- Laurence Zitvogel (cancérologue)
- Alexis Mabille (créateur haute couture)
- Jacques Monestier (sculpteur d’automates)
- Éric Alibert
- Franck Amsallem
- Allain Bougrain-Dubourg (journaliste, réalisateur)
- Pascal Contet
- Yves Coppens (paléoanthropologue)
- Pascal Deynat
- Alain Mongrenier
- Éric Davoust
- Virgil Boutellis-Taft (violoniste)
- Joël Dicker (écrivain)
- Cédric Gras
- Maryvonne Le Dizès
- Christian Durand
- Olivier Ker Ourio
- Catherine Lara (chanteuse)
- Jean-Marie Machado
- André Ostertag
- Jean-Louis Patané
- Philippe Petit
- Henry de Rouville
- Cyril Tricot
- Jean-Paul Holstein
- Ludovic Cantais
- Agnès Gillieron, pianofortiste
- Katia Lanero Zamora
- Dominique Mainard (écrivaine)
- Christophe Julien (compositeur)
- Jean-Yves Collet (réalisateur films biodiversité)
- Bourlem Guerdjou (réalisateur)